# Волосков Андрій Олексійович
Андрій Олексійович Волосков (рос. Андрей Алексеевич Волосков; 21 червня 2000, Челябінськ, Росія — 4 листопада 2023, Україна) — російський офіцер, лейтенант ПДВ РФ (2023). Герой Російської Федерації.

## Біографія
Син офіцера-танкіста, Героя Російської Федерації підполковника Олексія Волоскова. В 2018 році закінчив Московське суворовське військове училище, в 2023 році — Рязанське повітрянодесантне командне училище, після чого був призначений командиром десантно-штурмового взводу 299-го парашутно-десантного полку 98-ї повітрянодесантної дивізії. З вересня 2023 року брав участь у вторгненні в Україну. Загинув у бою. 23 листопада 2023 року похований на федеральному військовому меморіалі «Пантеон захисників Вітчизни» в Митищинському районі.

## Нагороди
- Медаль «За участь у військовому параді в День Перемоги»
- Звання «Герой Російської Федерації» (22 лютого 2024, посмертно) — «за мужність і героїзм, проявлені під час виконання військового обов'язку.» 13 березня медаль «Золота зірка» була передана рідним Волоскова виконуваче обов'язків командувача ПДВ генерал-майором Миколою Чобаном. Волосков став п'ятим сином Героя РФ, який також отримав «Золоту зірку».